# Ceylan Arısan
Ceylan Arısan (İzmir, 1 de gener de 1994) és una jugadora de voleibol turca integrant de la selecció turca juvenil de voleibol femení campiona del món el 2011. S'inicià en el món del voleibol amb el Karşıyaka S.K. d'Esmirna. Des del 2016 juga amb el club esportiu Beşiktaş (BJK) d'Istanbul. Fa 1,90 m i pesa 70 kg. Al BJK vesteix el dorsal número 18.
El 2012 el pare de Ceylan, Celal Arısan (exjugador de bàsquet) va patir una aturada cardíaca per una al·lèrgia causada per una injecció de Voltaren. Quan l'equip mèdic ja havia desistit de la reanimació Ceylan insistí en que seguissin realitzant-li més massatges cardíacs i finalment Celal fou salvat. Aquest esdeveniment va ser titllat de miracle per una font.
Ceylan Arısan ha participat com integrant de les selecciones nacionals turques i ha rebut medalles en aquests torneigs internacionals:
- 2001 CEV Campionat Europeu de Noies Joves: Medalla d'or
- FIVB Campionat del món 2011 U-18: Medalla d'or
- Festival Olímpic d'Estiu d'Europa 2011: Medalla de bronze
- Campinat Europeu de Dones 2012 U-21: Medalla d'or[10]
- Lliga Europea de Dones 2014: Medalla d'or
- FIVB Campionat del món 2015 U-23 Medalla d'argent